# Associazione Sportiva Pescina Valle del Giovenco
Maillots
L’Associazione Sportiva Pescina Valle del Giovenco est un club de football italien fondé en 2005 qui a son siège légal à Pescina mais qui joue ses matches à Avezzano. Il dispute la Ligue Pro Première Division en 2009-2010.